# Vlag van Oudelande

Vlag van Oudelande
(1962-1970)

Vlag van Oudelande
(1938-1962)

De vlag van Oudelande werd op 13 april 1962 bij raadsbesluit vastgesteld als de gemeentelijke vlag van de Zeeuwse gemeente Oudelande. De beschrijving luidt: 
Drie evenhoge banen van geel, groen en rood.
De kleuren van de vlag symboliseren de drie elementairste begrippen die karakteristiek zijn voor Oudelande: lucht, aarde en water. 
In 1970 ging de gemeente op in Borsele, waardoor de vlag als gemeentevlag kwam te vervallen.

## Eerdere vlag
Derkwillem Visser vermeldt in zijn boek Gemeentevlaggen en wapens Koninkrijk der Nederlanden de volgende vlag, die van of voor 1938 zou dateren:
Vier banen van gelijke hoogte van geel, rood, blauw en wit; in het kanton het gemeentewapen.
Deze vlag zou dan zijn afgeleid van de defileervlaggen van 1938.

## Verwante afbeelding

Het wapen van Oudelande

Aardenburg 
· Arnemuiden 
· Axel 
· Baarland 
· Biervliet 
· Biggekerke 
· Borssele 
· Breskens 
· Brouwershaven 
· Bruinisse 
· Burgh 
· Domburg 
· Dreischor 
· Driewegen 
· Duiveland 
· Ellewoutsdijk 
· 's-Gravenpolder 
· Groede 
· Haamstede 
· 's-Heer Abtskerke 
· 's-Heer Arendskerke 
· Hoedekenskerke 
· Hontenisse 
· IJzendijke 
· Kloetinge 
· Kortgene 
· Koudekerke 
· Krabbendijke 
· Kruiningen 
· Mariekerke 
· Meliskerke 
· Middenschouwen 
· Nieuw- en Sint Joosland 
· Nisse 
· Noordgouwe 
· Oostburg 
· Oostkapelle 
· Oud-Vossemeer 
· Oudelande 
· Ovezande 
· Poortvliet 
· Retranchement 
· Rilland-Bath 
· Ritthem 
· Sas van Gent 
· Scherpenisse 
· Schoondijke 
· Sint-Annaland 
· Sint Jansteen 
· Sint-Maartensdijk 
· Sint Philipsland 
· Sluis 
· Sluis-Aardenburg 
· Stavenisse 
· Valkenisse 
· Vogelwaarde 
· Waarde 
· Waterlandkerkje 
· Wemeldinge 
· Westdorpe 
· Westerschouwen 
· Westkapelle 
· Wissenkerke 
· Wolphaartsdijk 
· Zaamslag 
· Zierikzee 
· Zuiddorpe 
· Zuidzande